# Наше дело (альбом)
«Наше Дело» — совместный рэп-альбом MC Джипа («D.O.B. Community») и Кита (ex.-«Ю.Г.»), выпущенный в феврале 2009 года; через месяц был выпущен альбомом D.O.B. Community «ТреФы-Ф-ФunkоФФ». Оба альбома вышли на лейбле Rap Recordz.
Отличительная черта совместного альбома в том, что исполнителем и автором текстов песен является Джип. Кит же выступил только в качестве битмейкера и автора аранжировок альбома.
Аранжировки Кита выдержаны в стиле хип-хопа восточного побережья. Джип же продолжает исполнять ироничный рэп, близкий к нердкору.
Звукорежиссёром альбома и соавтором аранжировок является Ян И. С., так же в записи альбома поучаствовали Sir-J, Гек, DJ Navvy, Тома Амот и Тимон ТТ.

## Список композиций
| №   | Название                               | Музыка                    | Длительность |
| --- | -------------------------------------- | ------------------------- | ------------ |
| 1.  | «Вступление»                           |                           | 0:17         |
| 2.  | «Мой Саундтрек»                        | К.И.Т., Ян И.С.           | 2:55         |
| 3.  | «Наше Дело»                            | К.И.Т.                    | 3:32         |
| 4.  | «Кто Круче?» (п.у. Sir-J)              | К.И.Т., Ян И.С.           | 3:49         |
| 5.  | «О Любви» (п.у. DJ Navvy)              | К.И.Т., DJ Navvy          | 3:22         |
| 6.  | «Вот Так Как» (п.у. Гек)               | К.И.Т.                    | 2:55         |
| 7.  | «За Свои Грехи» (п.у. DJ Navvy)        | К.И.Т., Ян И.С., DJ Navvy | 3:22         |
| 8.  | «Сука» (п.у. Sir-J)                    | Sir-J                     | 3:08         |
| 9.  | «Мой Флаг»                             | К.И.Т., Ян И.С.           | 3:57         |
| 10. | «Одни, другие» (п.у. Тимон ТТ)         | Ян И.С.                   | 3:54         |
| 11. | «Президенты» (п.у. «D.O.B. Community») | К.И.Т.                    | 3:41         |
| 12. | «Лабиринт»                             | К.И.Т.                    | 4:15         |
| 13. | «Граффити» (п.у. Sir-J & Е (FMWL))     | К.И.Т., Ян И.С.           | 3:44         |
| 14. | «Инструкция» (п.у. DJ Navvy)           | К.И.Т., DJ Navvy          | 3:39         |
| 15. | «Всё Я Сказал»                         | К.И.Т., Ян И.С.           | 4:07         |
| 16. | «RAVA AVIS» (п.у. Sir-J)               | Sir-J                     | 3:38         |
| 17. | «Во Всём Виноват»                      | К.И.Т.                    | 3:20         |
| 18. | «Соня» (п.у. Гек)                      | К.И.Т., Ян И.С.           | 3:53         |
| 19. | «А!Утро» (п.у. Тома Амот)              | К.И.Т.                    | 4:17         |

## Дополнительная информация
- Альбом был записан и сведён Ян И. С.'ом на MYM студии в период с 2007 по 2009 год[2].
- Я нисколько не раздумывал. У меня был такой период, когда надо было прекратить раздумывать, а начинать делать. Макс быстро отобрал минуса и мы начали записывать песни. До этого он читал, кажется, на три моих бита, ещё во времена проекта Империя. А не читаю я на "Нашем Деле" по простой причине - каждый должен заниматься своим делом — Кит
- С проектом "Трефы Фанк-Офф" с Sir-J "Наше Дело" никак не пересекается - он тоже готов, но им занимается Sir-J. Я планирую и дальше работать с разными битмейкерами, сейчас записаны два трека с музыкантом из Белграда. — сообщил Jeeep на Rap.Ru об альбомах «Наше Дело» и «ТреФы-Ф-ФunkоФФ»; в то же время Jeeep начал заниматься выпуском совместного альбома с русско-сербской группой «FMWL», выпущенный в 2010 году.
- Джип и Кит являются участниками одного объединения — «D.O.B. Империя», в состав которой входили D.O.B. и Ю.Г.